# Pascal Sylvoz
Pascal Sylvoz (París, 31 de julio de 1965) es un deportista francés que compitió en piragüismo en las modalidades de aguas tranquilas y maratón.

## Palmarés internacional

### Piragüismo en aguas tranquilas
Ganó dos medallas en el Campeonato Mundial de Piragüismo en los años 1989 y 1991. Participó en tres Juegos Olímpicos de Verano entre los años 1988 y 1996, sus mejores actuaciones fueron dos quintos puestos (1992: C1 1000 m, 1996: C1 1000 m).
| Campeonato Mundial | Campeonato Mundial | Campeonato Mundial | Campeonato Mundial |
| Año                | Lugar              | Medalla            | Evento             |
| ------------------ | ------------------ | ------------------ | ------------------ |
| 1989               | Plovdiv (Bulgaria) | Medalla de bronce  | C4 500 m           |
| 1991               | París (Francia)    | Medalla de plata   | C4 500 m           |

### Piragüismo en maratón
En la modalidad de maratón, obtuvo una medalla en el Campeonato Mundial de Piragüismo en Maratón de 2001.
| Campeonato Mundial | Campeonato Mundial             | Campeonato Mundial | Campeonato Mundial |
| Año                | Lugar                          | Medalla            | Evento             |
| ------------------ | ------------------------------ | ------------------ | ------------------ |
| 2001               | Stockton-on-Tees (Reino Unido) | Medalla de bronce  | C2                 |